# 辽滨街道
辽滨街道，是中华人民共和国辽宁省沈阳市新民市下辖的一个乡镇级行政单位。

## 行政区划
辽滨街道下辖以下地区：
城南社区、向阳社区、民族社区、公发社区、育才社区、东南社区、南塔社区、南郊社区、东岗村、瓦房村和新建村。